# Grand Ages: Medieval
Grand Ages: Medieval è un videogioco gestionale ambientato nel Medioevo sviluppato dalla Gaming Minds Studios e Calypso Media Digital per Microsoft Windows e PlayStation 4 il 25 dicembre 2015.

## Modalità di gioco
Il gioco è ambientato nell'Europa dell'anno 1050, e il giocatore impersona un mercante che gestisce economicamente uno o anche più insediamenti, che possono essere fondati. In ogni città, oltre che a costruire vari tipi di edifici, il giocatore può produrre e commerciare venti prodotti diversi, come carbone, frutta, carne e ceramiche, e costruire una taverna, nella quale può costruire nuovi carri per i mercanti, assumere manodopera per costruire o rinnovare le strade, assumere coloni e altro ancora. È anche possibile, in quanto signori del proprio principato, dichiarare guerra ad altri regni, concedere una rotta commerciale, negoziare un diritto di passaggio o semplicemente aprire un canale diplomatico con l'amministrazione locale, il tutto tramite dei personaggi che agiscono come emissari. Vi è anche un albero tecnologico che presenta almeno 50 tecnologie, e la possibilità di reclutare eserciti.
Il gioco, oltre che alla modalità libera, include anche una campagna nella quale il giocatore parte dalla città di Sofia ed è incaricato di conquistare l'Europa per Costantinopoli.

## Contenuti scaricabili
Il gioco ha ottenuto due DLC puramente estetici, Camelot e Ancient Wonders; il primo aggiunge un castello alla città iniziale del giocatore, mentre il secondo aggiunge sulla mappa cinque meraviglie del mondo antico, quali il Colosseo, l'Acropoli di Atene e la Sfinge. Tali DLC sono inclusi nella Limited Special Edition insieme alla colonna sonora e a un poster con l'albero tecnologico.

## Accoglienza
| Testata                          | Versione | Giudizio |
| -------------------------------- | -------- | -------- |
| Metacritic (media al 30-01-2020) | PC       | 63/100   |
| Multiplayer.it                   | PC       | 5.9/10   |
| Gamereactor                      | PC       | 5.9/10   |

Grand Ages: Medieval ha avuto un'accoglienza poco positiva da parte della critica. Nonostante l'originalità di alcune meccaniche, soprattutto la competizione basata sull'economia, il gioco è considerato fin troppo superficiale, poco informativo ed estremamente deludente dal punto di vista militare.